# Ronde van Qatar 2006
De Ronde van Qatar 2006 werd gehouden van 30 januari tot en met 3 februari in Qatar. In totaal gingen 135 renners van start, van wie er 123 de eindstreep bereikten op 3 februari.

## Etappe-overzicht
| etappe | datum      | start                | finish           | afstand  | winnaar        | klassementsleider |
| ------ | ---------- | -------------------- | ---------------- | -------- | -------------- | ----------------- |
| 1e     | 30 januari | Khalifa Stadium      | Al-Khor Corniche | 141 km   | Tom Boonen     | Tom Boonen        |
| 2e     | 31 januari | Camelodrome          | Al-Khor Corniche | 173,5 km | Tom Boonen     | Tom Boonen        |
| 3e     | 1 februari | Sealine Beach Resort | Khalida Stadium  | 203,5 km | Tom Boonen     | Tom Boonen        |
| 4e     | 2 februari | Al Zubarah           | Comité Olympique | 151 km   | Bernhard Eisel | Tom Boonen        |
| 5e     | 3 februari | Al-Thakhira          | Doha Corniche    | 151,5 km | Tom Boonen     | Tom Boonen        |

## Etappe-uitslagen

### 1e etappe
| rang | renner             | land        | tijd    |
| ---- | ------------------ | ----------- | ------- |
| 1    | Tom Boonen         | België      | 2.56.34 |
| 2    | Erik Zabel         | Duitsland   | 0.00    |
| 3    | Robert Hunter      | Zuid-Afrika | 0.00    |
| 4    | Fabian Cancellara  | Zwitserland | 0.00    |
| 5    | Fabrizio Guidi     | Italië      | 0.00    |
| 6    | Aurélien Clerc     | Zwitserland | 0.00    |
| 7    | Nick Ingels        | België      | 0.00    |
| 8    | Sebastian Lang     | Duitsland   | 0.00    |
| 9    | Aart Vierhouten    | Nederland   | 0.00    |
| 10   | Steven de Jongh    | Nederland   | 0.00    |
| 11   | Nicolas Jalabert   | Frankrijk   | 0.00    |
| 12   | Matti Breschel     | Denemarken  | 0.03    |
| 13   | Maarten Tjallingii | Nederland   | 0.06    |
| 14   | Kenny van Hummel   | Nederland   | 0.06    |
| 15   | Guido Trenti       | Italië      | 0.10    |

### 2e etappe
| rang | renner           | land        | tijd    |
| ---- | ---------------- | ----------- | ------- |
| 1    | Tom Boonen       | België      | 3.31.06 |
| 2    | Paride Grillo    | Italië      | 0.00    |
| 3    | Erik Zabel       | Duitsland   | 0.00    |
| 4    | Stuart O'Grady   | Australië   | 0.00    |
| 5    | Marcel Sieberg   | Duitsland   | 0.00    |
| 6    | René Haselbacher | Oostenrijk  | 0.00    |
| 7    | Graeme Brown     | Australië   | 0.00    |
| 8    | Kenny van Hummel | Nederland   | 0.00    |
| 9    | Aitor Galdós     | Spanje      | 0.00    |
| 10   | Robert Hunter    | Zuid-Afrika | 0.00    |
| 11   | Lilian Jégou     | Frankrijk   | 0.00    |
| 12   | Mickaël Delage   | Frankrijk   | 0.00    |
| 13   | Gorik Gardeyn    | België      | 0.00    |
| 14   | Robert Förster   | Duitsland   | 0.00    |
| 15   | Gert Steegmans   | België      | 0.00    |

### 3e etappe
| rang | renner              | land       | tijd    |
| ---- | ------------------- | ---------- | ------- |
| 1    | Tom Boonen          | België     | 3.34.50 |
| 2    | Erik Zabel          | Duitsland  | 0.00    |
| 3    | Matti Breschel      | Denemarken | 0.00    |
| 4    | Paride Grillo       | Italië     | 0.00    |
| 5    | Robert Förster      | Duitsland  | 0.00    |
| 6    | Steven de Jongh     | Nederland  | 0.00    |
| 7    | Wouter Van Mechelen | België     | 0.00    |
| 8    | Niko Eeckhout       | België     | 0.00    |
| 9    | Stuart O'Grady      | Australië  | 0.00    |
| 10   | Bernhard Eisel      | Oostenrijk | 0.00    |
| 11   | Nick Ingels         | België     | 0.00    |
| 12   | Peter Wrolich       | Oostenrijk | 0.00    |
| 13   | Fabrizio Guidi      | Italië     | 0.00    |
| 14   | Sergio Marinangeli  | Italië     | 0.00    |
| 15   | Graeme Brown        | Australië  | 0.00    |

### 4e etappe
| rang | renner               | land        | tijd    |
| ---- | -------------------- | ----------- | ------- |
| 1    | Bernhard Eisel       | Oostenrijk  | 3.23.46 |
| 2    | Erik Zabel           | Duitsland   | 0.00    |
| 3    | Tom Boonen           | België      | 0.00    |
| 4    | Fabrizio Guidi       | Italië      | 0.00    |
| 5    | Stuart O'Grady       | Australië   | 0.00    |
| 6    | Kenny van Hummel     | Nederland   | 0.00    |
| 7    | Sergio Marinangeli   | Italië      | 0.00    |
| 8    | Graeme Brown         | Australië   | 0.00    |
| 9    | Christophe Detilloux | België      | 0.00    |
| 10   | Hans Dekkers         | Nederland   | 0.00    |
| 11   | Nick Ingels          | België      | 0.00    |
| 12   | Robert Hunter        | Zuid-Afrika | 0.00    |
| 13   | Aurélien Clerc       | Zwitserland | 0.00    |
| 14   | Gorik Gardeyn        | België      | 0.00    |
| 15   | Paride Grillo        | Italië      | 0.00    |

### 5e etappe
| rang | renner              | land        | tijd    |
| ---- | ------------------- | ----------- | ------- |
| 1    | Tom Boonen          | België      | 3.36.48 |
| 2    | Erik Zabel          | Duitsland   | 0.00    |
| 3    | Fabrizio Guidi      | Italië      | 0.00    |
| 4    | Bernhard Eisel      | Oostenrijk  | 0.00    |
| 5    | Robert Hunter       | Zuid-Afrika | 0.00    |
| 6    | Matti Breschel      | Denemarken  | 0.00    |
| 7    | Gorik Gardeyn       | België      | 0.00    |
| 8    | Aurélien Clerc      | Zwitserland | 0.00    |
| 9    | Stuart O'Grady      | Australië   | 0.00    |
| 10   | Peter Wrolich       | Oostenrijk  | 0.00    |
| 11   | Aitor Galdós        | Spanje      | 0.00    |
| 12   | Steven de Jongh     | Nederland   | 0.00    |
| 13   | Robert Förster      | Duitsland   | 0.00    |
| 14   | Lars Michaelsen     | Denemarken  | 0.00    |
| 15   | Wouter Van Mechelen | België      | 0.00    |

## Eindklassementen

### Algemeen klassement
| rang | renner               | land             | tijd     |
| ---- | -------------------- | ---------------- | -------- |
| 1    | Tom Boonen           | België           | 17.02.20 |
| 2    | Erik Zabel           | Duitsland        | 0.11     |
| 3    | Aurélien Clerc       | Zwitserland      | 0.30     |
| 4    | Robert Hunter        | Zuid-Afrika      | 0.40     |
| 5    | Fabrizio Guidi       | Italië           | 0.40     |
| 6    | Matti Breschel       | Denemarken       | 0.41     |
| 7    | Steven de Jongh      | Nederland        | 0.41     |
| 8    | Nicolas Jalabert     | Frankrijk        | 0.43     |
| 9    | Nick Ingels          | België           | 0.44     |
| 10   | Aart Vierhouten      | Nederland        | 0.44     |
| 11   | Sebastian Lang       | Duitsland        | 0.44     |
| 12   | Kenny van Hummel     | Nederland        | 0.46     |
| 13   | Maarten Tjallingii   | Nederland        | 0.50     |
| 14   | Fabian Cancellara    | Zwitserland      | 0.50     |
| 15   | Guido Trenti         | Verenigde Staten | 1.26     |
| 16   | Stuart O'Grady       | Australië        | 2.17     |
| 17   | Christophe Detilloux | België           | 2.17     |
| 18   | Léon van Bon         | Nederland        | 2.17     |
| 19   | Erik Dekker          | Nederland        | 2.33     |
| 20   | Matteo Tosatto       | Italië           | 2.50     |
| 21   | Marcel Sieberg       | Duitsland        | 3.33     |
| 22   | Enrico Poitschke     | Duitsland        | 4.00     |
| 23   | Sebastian Siedler    | Duitsland        | 4.04     |
| 24   | Kevin Hulsmans       | België           | 4.31     |
| 25   | Wilfried Cretskens   | België           | 5.47     |
| 26   | Servais Knaven       | Nederland        | 5.57     |
| 27   | Luke Roberts         | Australië        | 10.47    |
| 28   | Björn Schröder       | Duitsland        | 11.04    |
| 29   | Wouter Van Mechelen  | België           | 11.47    |
| 30   | Koen Barbé           | België           | 12.10    |

## Klassementsleiders
| Etappe      | Winnaar        | Algemeen   | Punten     | Jongere           | Ploegen |
| 1           | Tom Boonen     | Tom Boonen | Tom Boonen | Fabian Cancellara | Phonak  |
| 2           | Tom Boonen     | Tom Boonen | Tom Boonen | Nick Ingels       | Phonak  |
| 3           | Tom Boonen     | Tom Boonen | Tom Boonen | Matti Breschel    | Phonak  |
| 4           | Bernhard Eisel | Tom Boonen | Tom Boonen | Matti Breschel    | Phonak  |
| 5           | Tom Boonen     | Tom Boonen | Tom Boonen | Matti Breschel    | Phonak  |
| Eindstanden | Eindstanden    | Tom Boonen | Tom Boonen | Matti Breschel    | Phonak  |

2002 · 
2003 · 
2004 · 
2005 · 
2006 · 
2007 · 
2008 · 
2009 · 
2010 · 
2011 · 
2012 · 
2013 · 
2014 · 
2015 · 
2016 · 
2017 · 
2018